# SO211i
ムーバ SO211i（ムーバ エス オー にー いち いち アイ）は、ソニー・エリクソン・モバイルコミュニケーションズ（現ソニーモバイルコミュニケーションズ）製のNTTドコモの第二世代携帯電話(mova)端末である。

## 概要
ドコモ向け初のソニー・エリクソン・モバイルコミュニケーションズ端末。ソニー時代のSO210iの後継機種であり、また引き継がれた部分も多い。他の211i同様に1.5GHz帯対応のデュアルバンド機である。

## 歴史
- 2001年11月1日　テレコムエンジニアリングセンターによる技術基準適合証明の工事設計認証（工事設計認証番号01WAA1003、01XAA1007）
- 2001年11月8日　電気通信端末機器審査協会による技術基準適合認定の設計認証（設計認証番号A01-0997JP、J01-0339）
- 2002年2月4日　 F503iSとともにドコモから発表
- 2002年2月6日　 F503iSとともに発売
- 2012年3月31日　movaサービス終了により使用はこの日限りとなる。